# Pomnik Friedricha Wilhelma von Redena
Pomnik Friedricha Wilhelma von Redena (niem. Redendenkmal) – pomnik przedstawiający pruskiego męża stanu von Redena, zlokalizowany w Chorzowie, w Polsce. Monument, autorstwa Theodora Erdmanna Kalidego, jest w formie posągu z brązu na cokole. Odsłonięty 29 sierpnia 1853 roku pomnik upamiętnia zasłużonego dla rozwoju górnośląskiego przemysłu. Pierwotnie znajdował się na Górze Redena w Królewskiej Hucie. W 1939 roku został zniszczony, a po renowacji w 1940 roku ponownie go odsłonięto na tejże górze. W 1945 roku uległ ponownemu uszkodzeniu. W 2002 roku monument odsłonięto na chorzowskim Placu Hutników po tym, jak zrekonstruował go August Dyrda.

## Historia
Hrabia Friedrich Wilhelm von Reden zasłużył się zarówno dla rozwoju Królewskiej Huty, jak i całego przemysłu na Górnym Śląsku, zwłaszcza dla rozwoju górnictwa i hutnictwa w tym regionie, miał wpływ na powstanie Huty Królewskiej. Król Prus, Fryderyk Wilhelm IV, przychylny wobec idei budowy pomnika upamiętniającego postać hrabiego, ofiarował 2500 talarów na poczet wykonania modelu pomnika. Początkowo pomnik chciano wznieść przy kopalni Fuchs w Wałbrzychu, z którą hrabia był związany w młodości. Rzeźbę wykonał Theodor Erdmann Kalide, pracował nad nią w latach 1850–1852. Odlew został wykonany z brązu pod nadzorem artysty przez C. Warmutha z Berlina. Całkowity koszt wykonania pomnika wyniósł 14 453 talary, 24 srebrne grosze i 2 fenigi, z czego Kalide otrzymał honorarium w wysokości prawdopodobnie 5000 talarów. Monument został ustawiony w 1852 roku. Planowano odsłonić pomnik w 50. rocznicę uruchomienia pierwszego wielkiego pieca w Hucie Królewskiej, tj. 25 września 1852 roku, jednak z uwagi na epidemię cholery odsłonięcie nastąpiło 29 sierpnia 1853 roku na Górze Redena (obecnie Góra Wyzwolenia). Na uroczystość przybyli: król Fryderyk Wilhelm IV (przyjechał pociągiem do Świętochłowic, a następnie udał się konno na miejsce), pruski minister finansów August von der Heydt, nadprezydent Prowincji Śląsk Johann Eduard von Schleinitz, prezydent rejencji Erdmann von Pückler, biskup wrocławski Melchior von Diepenbrock, twórca pomnika Theodor Erdmann Kalide, a także górnicy i krewni Friedricha Wilhelma von Redena. Przemysłowiec i członek komitetu budowy pomnika, Friedrich Grundmann wygłosił przemowę, król odsłonił monument, a także spotkał się ze sztygarem Schatzem, który w 1784 roku na szybie Rudolphine koło Tarnowskich Gór był świadkiem odkrycia tam złoża rudy.
W 1938 roku naprzeciwko pomnika umieszczono (przeniesiony z Knurowa) kościół św. Wawrzyńca pochodzący z 1599 roku. 1 kwietnia 1939 organizacje polskie domagały się usunięcia „pozostałości niemczyzny” z przestrzeni miejskiej, w tym pomnika hrabiego. 18 lipca 1939 roku pomnik został zniszczony; sprawcami mogli być Polacy, bądź była to hitlerowska prowokacja; uszkodzono go postrzałami (w nos i skroń odlewu) oraz strącono statuę z cokołu przy użyciu samochodu ciężarowego, w wyniku czego od korpusu odpadła głowa. Usunięto żeliwną kratę wokół pomnika, a cokół pozbawiony statuy został przekształcony w kwietnik.
Po zajęciu Chorzowa przez Niemców zniszczony posąg znaleziono na terenie, który należał do miejskich służb ogrodniczych. Posąg został odrestaurowany przez hutę gliwicką na polecenie konserwatora zabytków Günthera Grundmanna, nadzór nad renowacją prowadził gliwicki rzeźbiarz Peter Lipp, środki na ten cel wyłożyły m.in. śląskie izby przemysłowo-handlowe. Ponowne umieszczenie pomnika na postumencie odbyło się 26 czerwca 1940 roku, monument uroczyście odsłonięto na Górze Redena 7 lipca 1940 roku, na wydarzenie przybył minister III Rzeszy, Robert Ley oraz nadprezydent prowincji Górny Śląsk Fritz Bracht. Pomnik z uwagi na wartość historyczną uniknął konfiskaty na cele wojenne, został jednak ponownie zniszczony w 1945 roku, gdy do miasta wkroczyła Armia Radziecka. Jego powojenne losy nie są znane, statua prawdopodobnie została przetopiona, zachowała się jednak oryginalna głowa z pomnika, znaleziono ją w piwnicy jednej z kamienic w Chorzowie, od 2021 roku jest eksponowana na wystawie w Muzeum Hutnictwa w Chorzowie. Miniaturka pomnika znajduje się w zbiorach Muzeum w Chorzowie.
Odbudowa pomnika została zaproponowana przez Stowarzyszenie Miłośników Chorzowa, inicjatorem przedsięwzięcia był Roman Liczba. Decyzją chorzowskiej Rady Miejskiej pomnik został zrekonstruowany na wzór oryginału przez ucznia Xawerego Dunikowskiego Augustyna Dyrdę, a odlany z brązu przez poznańskie Studio Szymanowo i ustawiony na Placu Hutników w pobliżu Rynku, odsłonięto go 6 września 2002 roku, pomimo negatywnej opinii Instytutu Pamięci Narodowej oraz protestu Konfederacji Polski Niepodległej oraz innych środowisk partyjnych i kombatanckich. Przy odsłonięciu monumentu był obecny m.in. ówczesny prezydent Chorzowa Marek Kopel. Nowe miejsce na pomnik wybrano z uwagi na możliwość jego dewastacji w przypadku postawienia go w pierwotnej lokalizacji, gdyż w jej pobliżu działała młodzieżowa dyskoteka. Adam Słomka domagał się usunięcia pomnika w 2017 roku, napisał w tej kwestii pismo do wicepremiera Piotra Glińskiego, w którym stwierdził, że żadna cześć von Redenowi w Polsce nie jest należna. W latach 2018–2020 przeprowadzono rewitalizację Placu Hutników, w tym terenu wokół monumentu, obok którego postawiono tężnię solankową.

## Opis
Pierwotna wersja posągu autorstwa Theodora Ermanna Kalidego przedstawiała postać hrabiego Friedricha Wilhelma von Redena w mundurze górniczym, który lewą ręką wspiera się na rozwiniętej mapie, prawą opiera na górniczym oskardzie, a pod prawą stopą leży bryłka rudy. Posąg był wysoki na 10 stóp (tj. około 3,1 m) a jego waga wynosiła około 750 kg. Był ustawiony na cokole z jasnoszarego marmuru o wysokości 12 stóp.
Oryginalna inskrypcja na przodzie cokołu brzmiała: FRIEDRICH WILHELM GRAF VON REDEN / GEB. DEN 23. MÄRZ 1752, GEST. DEN 3. JULI 1815 (pol. Fryderyk Wilhelm hrabia von Reden / ur. 23 marca 1752, zm. 3 lipca 1815), na tylnej ścianie cokołu znalazła się inskrypcja: DEM BEGRÜNDER DES SCHLESISCHEN BERGBAUES DIE DANKBAREN GRUBEN- UND HÜTTEN-GEWERKE UND KNAPPSCHAFTEN SCHLESIENS. 1852 (pol. Założycielowi śląskiego górnictwa / Wdzięczny przemysł górniczy i hutniczy oraz robotnicy Śląska / 1852).
Nowy cokół o wysokości 3 m wykuto z wapienia muszlowego. Znalazły się na nim inskrypcje, z przodu: Friedrich / Wilhelm / Graf von Reden / * 23. März 1752/ + 3. Juli 1815, z tyłu: 1852 / SETZTEN DIESES / DENKMAL / DEM BEGRÜNDER / DES SCHLESISCHEN BERGBAUES / DIE DANKBAREN / GRUBEN- UND HÜTTEN-GEWERKE / UND KNAPPSCHAFTEN SCHLESIENS. / 1939 / STÜRZTEN ES / POLEN IM BLINDEN HAß. / 1940 / RICHTETE ES / NACH DEM SIEGE / GROßDEUTSCHLANDS / DAS WERKTÄTIGE SCHLESIEN / WIEDER AUF. (pol. W 1852 wznieśli ten pomnik twórcy śląskiego górnictwa, wdzięczny przemysł górniczy i hutniczy oraz robotnicy Śląska. W 1939 obalili go Polacy w ślepej nienawiści. W 1940 odbudował go po zwycięstwie Wielkich Niemiec robotniczy Śląsk).
Zrekonstruowany w 2002 roku pomnik z brązu został ustawiony na marmurowym cokole. Znalazły się na nim cztery inskrypcje:
- Fryderyk Wilhelm hrabia Reden; 23 marca 1752 – 3 lipca 1815 (front)[6]
- Odsłonięto w 250. rocznicę urodzin F.W. Redena i 200 rocznicę uruchomienia Huty Królewskiej[6]
- Zasłużonemu dla rozwoju przemysłu na Śląsku Społeczeństwo Chorzowa[6]
- Rzeźbę Teodora E. Kalidego z 1852 roku zrekonstruował Augustyn Dyrda w 2002 roku[6]

Cokół otoczono ozdobnym żeliwnym łańcuchem.

## Galeria

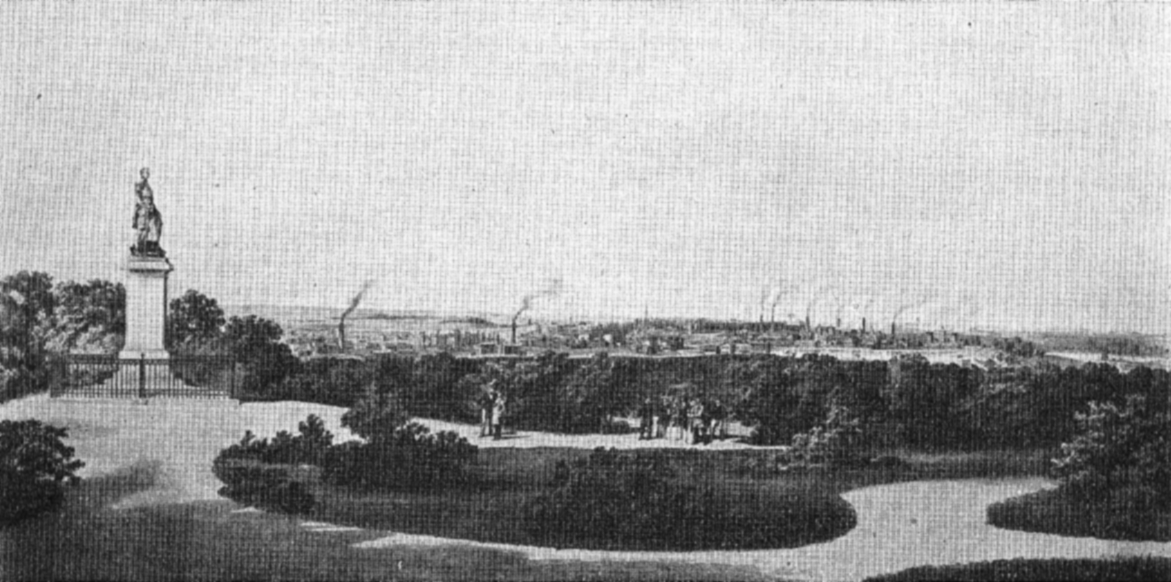
Góra Redena w 1860 roku
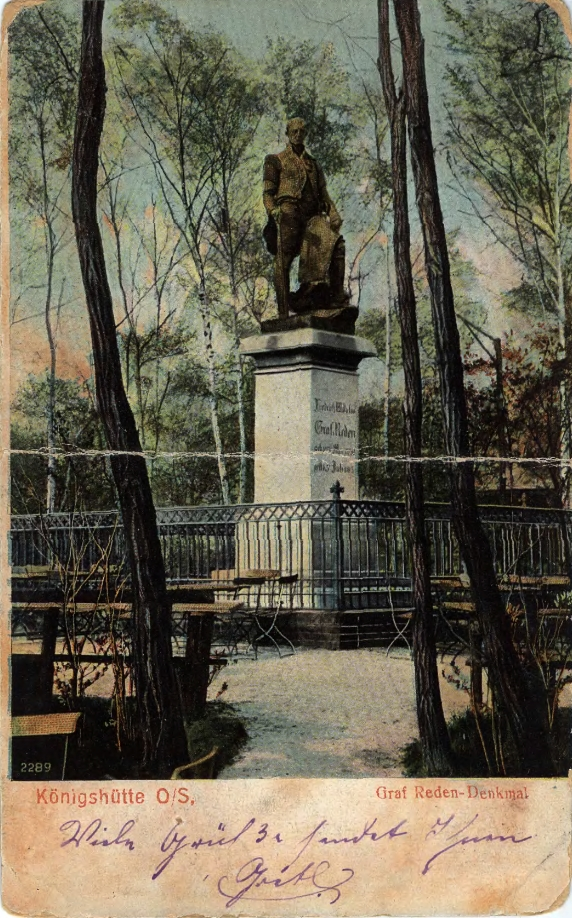
Pierwotny pomnik na pocztówce (przed 1907)
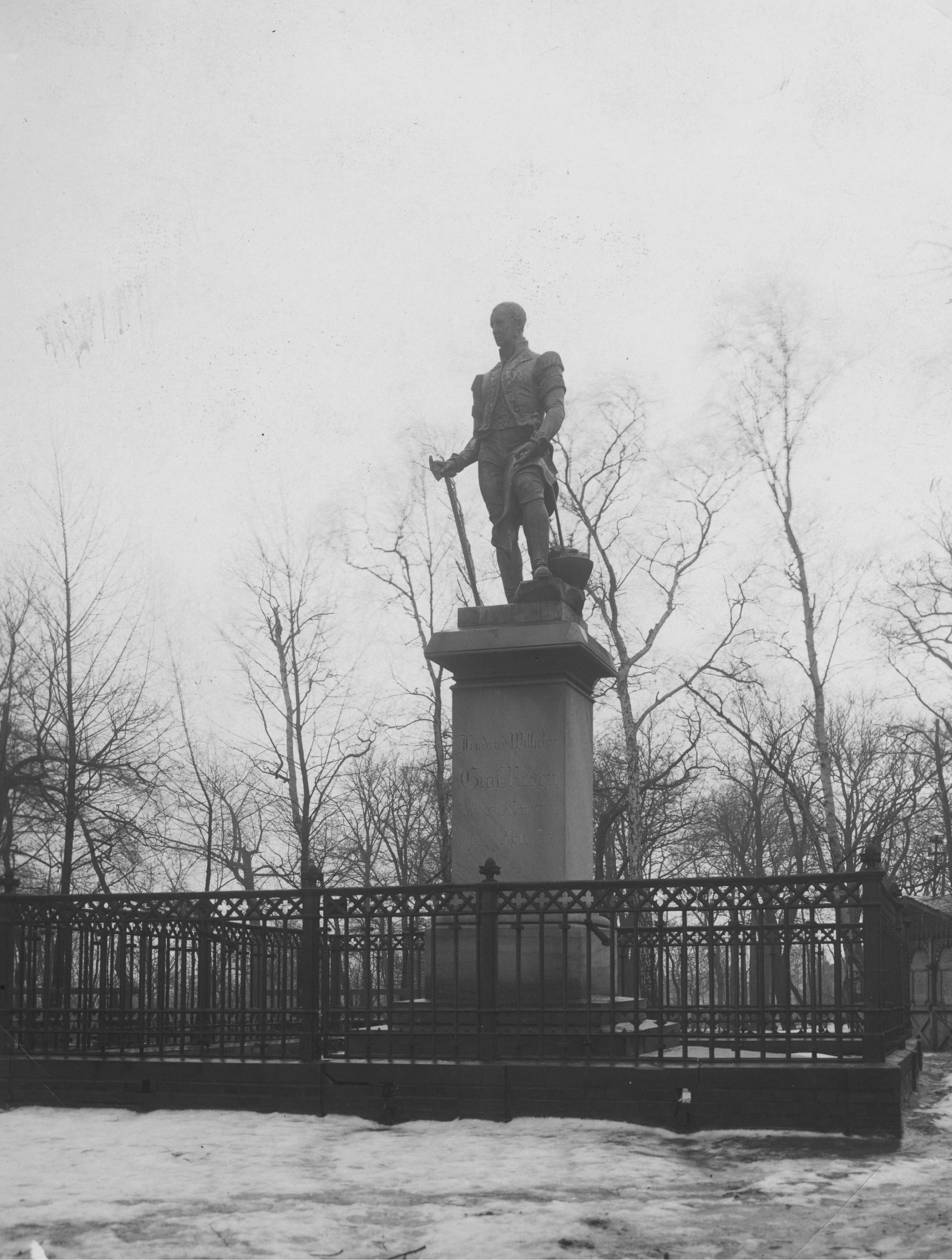
Pomnik wraz z ogrodzeniem (przed 1940)
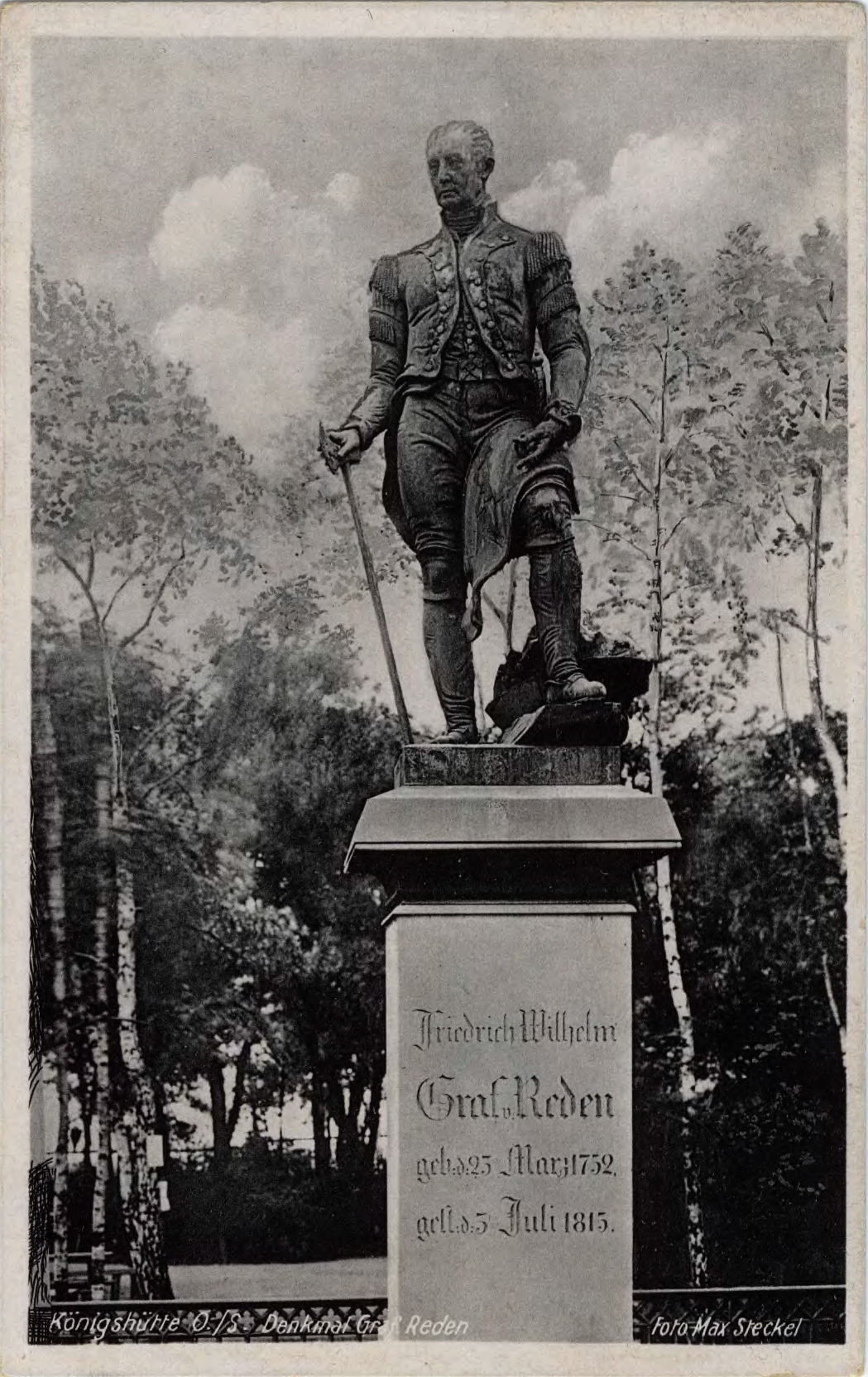
Pomnik hrabiego Redena, pocztówka z fotografią Maksa Steckela (przed 1940)
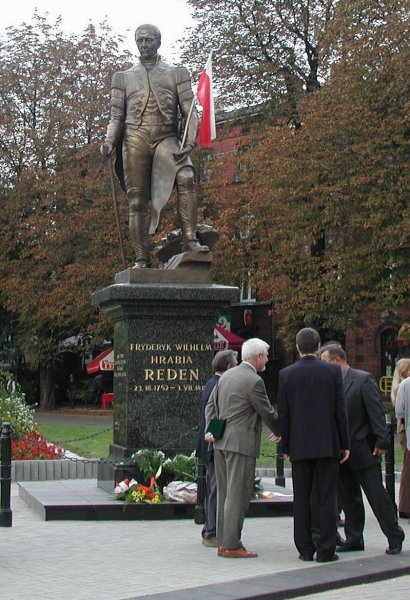
Uroczystości przy zrekonstruowanym pomniku z udziałem prezydenta Chorzowa, Marka Kopla (2005)
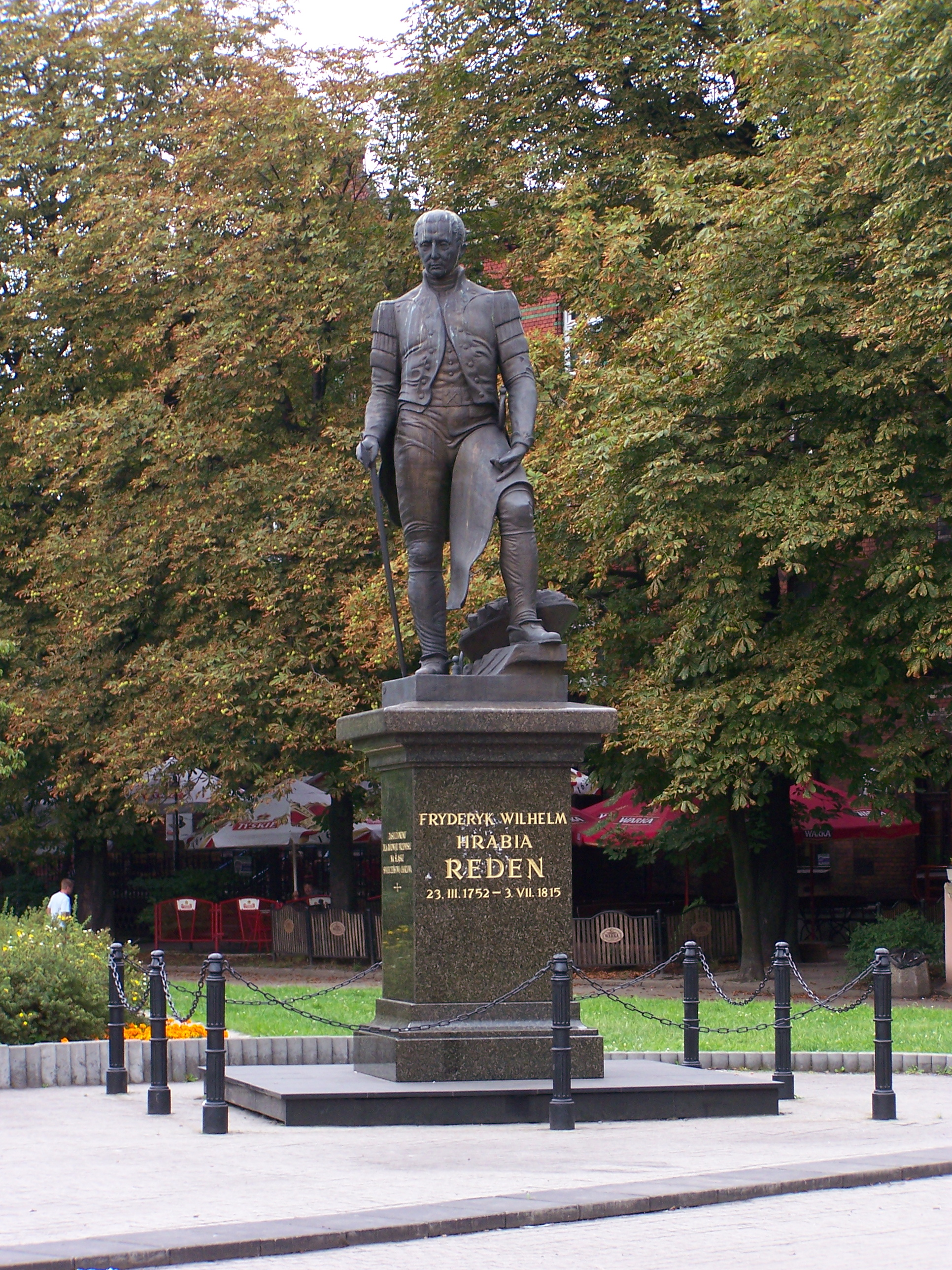
Zrekonstruowany pomnik na Placu Hutników (2007)
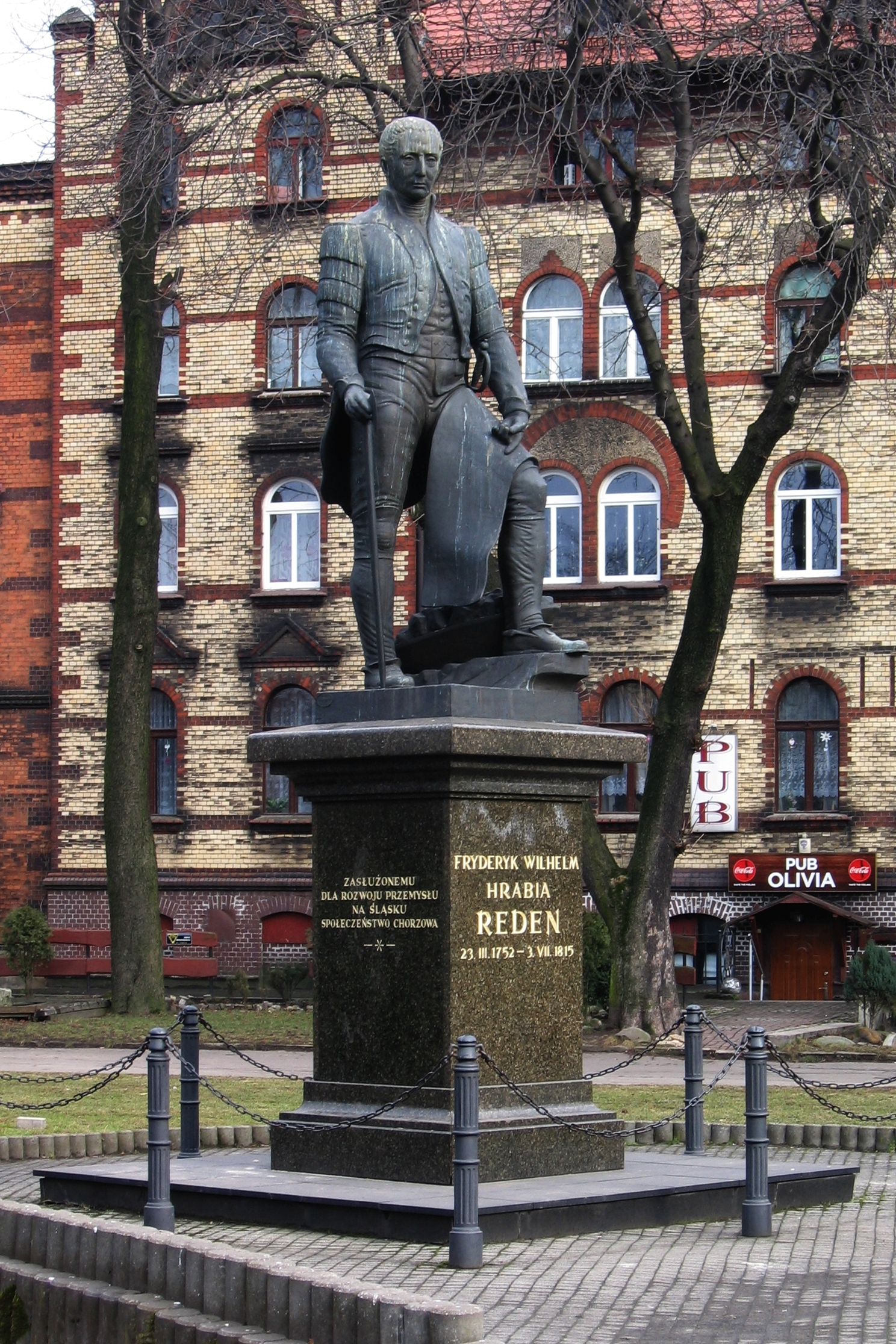
Pomnik otoczony słupkami  przed rewitalizacją Placu Hutników (2018)
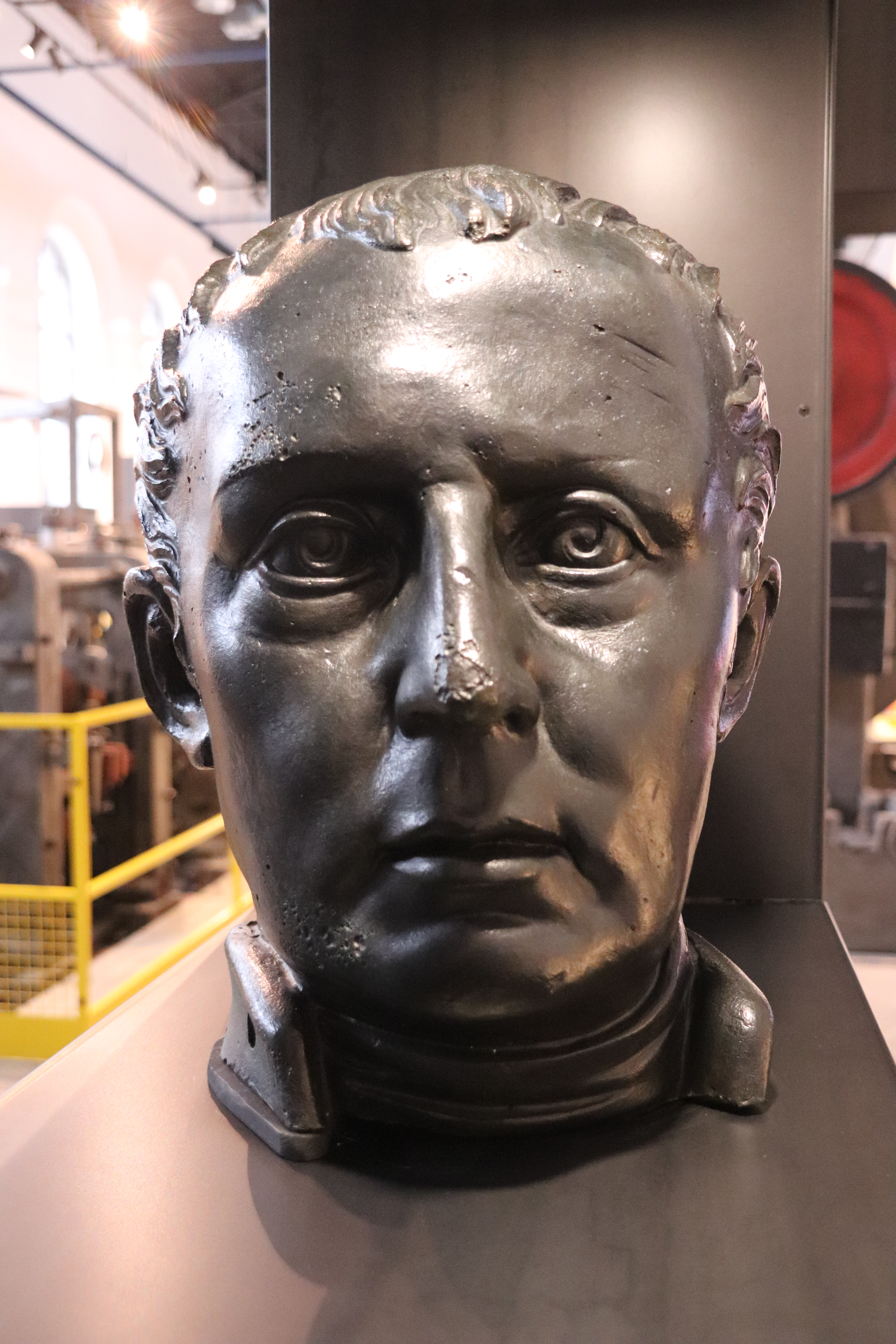
Głowa z pierwszego pomnika w Muzeum Hutnictwa (2022)